# Пада влада
Пада влада је песма српске музичке групе Бајага и инструктори, снимљена за потребе филма Професионалац из 2003. године. Песму интерпретира Момчило Бајагић Бајага, уз помоћ Лене Ковачевић.

## О песми
Текст пише Душан Ковачевић, док музику компонује Бајага. У време објављивања песме и филма, пада влада Зорана Живковића те песма добија на популарности, посебно код тадашње опозиције.
Бајага је предвидео популарност песме, јер, како сматра да док има власти, биће и оних који ће желети да власт сруши, односно опозиције. Инспирацију за композицију је нашао у типично војвођанској музици, пошто се радња и одвија у Војводини, те налази музичаре који су допринели звуцима цимбала и тамбура.
Касније одбија да је изводи јер је сматра контроверзном. Наводи да је често био позиван да ову нумеру пева на протестима у Србији и осталим државама бивше Југославије, али да није прихватао из разлога што не прати политичку ситуацију и нема довољно података да пружи подршку једној или другој страни. Такође наводи да неће различитим организаторима бранити да одсвирају песму.
Наслов и рефрен песме се често користи у медијима у дневно-политичком контексту, често се пева на разним протестима. Посланици листе Доста је било су 2017. године извели перформанс певајући ову песму у Скупштини Србије у знак протеста на рад Маје Гојковић и на медијску цензуру владајуће странке.
Као и у филму, ова нумера изазивала је проблеме и у стварном животу. Шабачка адвокатица Вера Палинкаш примила је пријаву дисциплинског тужиоца Адвокатске коморе Шабац јер је наручила песму Пада влада у ресторану „Еуфорија”, иако вођа оркестра том приликом одбија да је отпева. Пријаву је поднео ваљевски адвокат Милош Мандић због, како наводи, недоличног понашања и повреде угледа адвокатуре. Испоставило се да су повод за пријаву заправо биле Верине притужбе на рад листе СНС.
Песма Пада влада је објављена је, уз коментаре и белешке, у аутобиографији Ја то тамо певам Душана Ковачевића.